# (35183) 1993 UY2
1993 UY2 (asteroide 35183) é um asteroide da cintura principal. Possui uma excentricidade de 0.18007010 e uma inclinação de 23.64768º.
Este asteroide foi descoberto no dia 20 de outubro de 1993 por Robert H. McNaught em Siding Spring.